# Tautologie (rhétorique)
Ne doit pas être confondu avec Teuthologie.
Pour les articles homonymes, voir Tautologie.

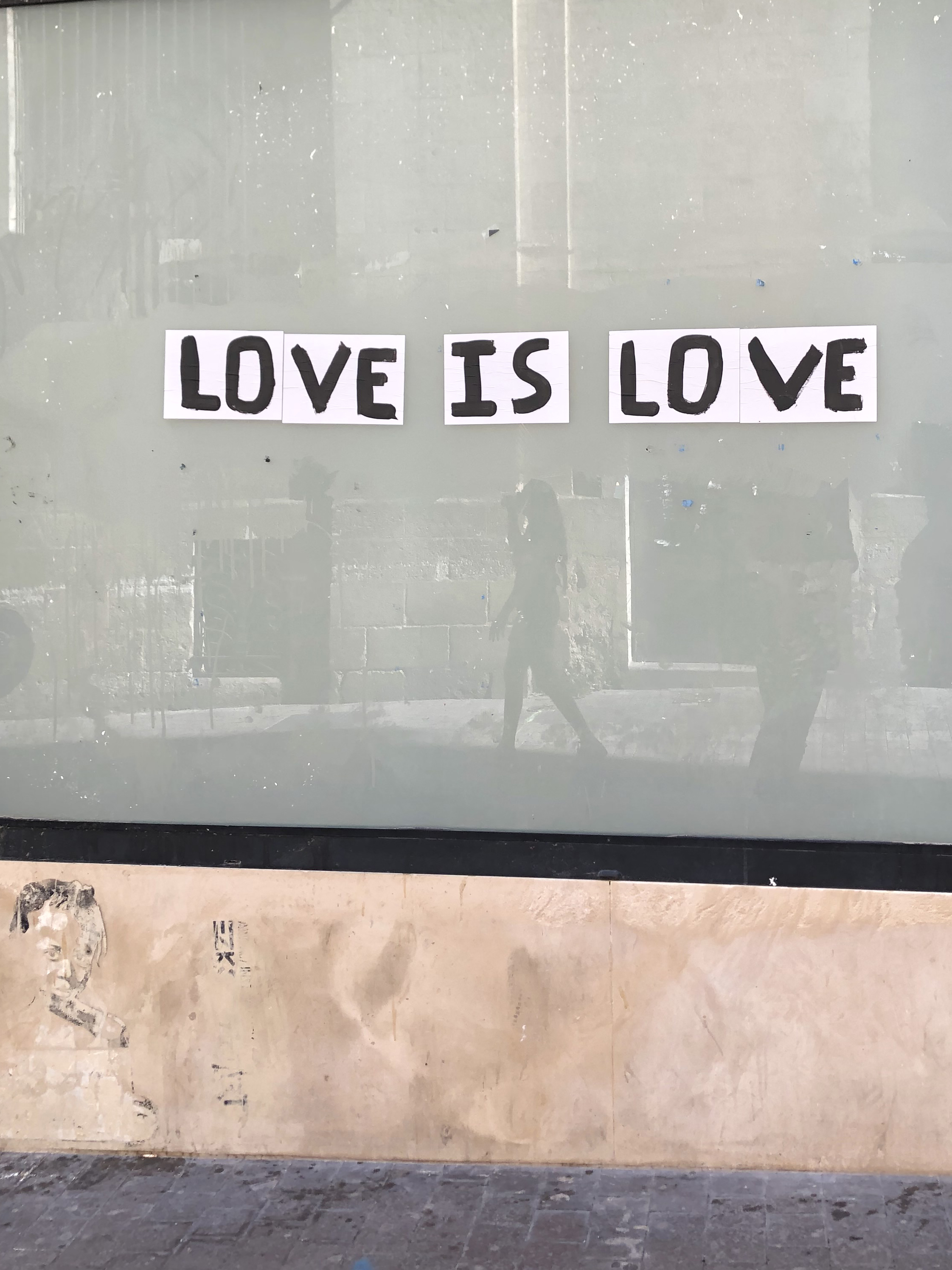
Voici un exemple de tautologie évidente : « Love is love » (« L'amour est l'amour »)

En rhétorique, la tautologie (du grec ancien ταὐτολογία / tautología, composé de τὸ αὐτό / tò autó, « la même chose », et λόγος / lógos, « parole » : ce qui dit la même chose) est une phrase ou un effet de style ainsi tourné que sa formulation ne puisse être que vraie. La tautologie est apparentée au truisme (ou lapalissade) et au pléonasme.

## Utilisation dans un cadre intentionnel
La tautologie (comme ses divers effets voisins), lorsqu'elle est intentionnelle, utilisée comme un slogan ou effet de rhétorique, vise à renforcer l'expression de la pensée. C'est le cas de beaucoup de celles qui sont énoncées plus loin, qu'il s'agisse de renforcer le propos (« vu, de mes yeux vu ») ou de faire rire (« Mais le mal que j'y trouve, c'est que votre père est votre père »).
C'est ainsi qu'une tautologie, parce qu'elle est vraie, peut servir à faire passer de fausses idées, en profitant de l'impression de vérité et d'évidence qu'elle dégage.

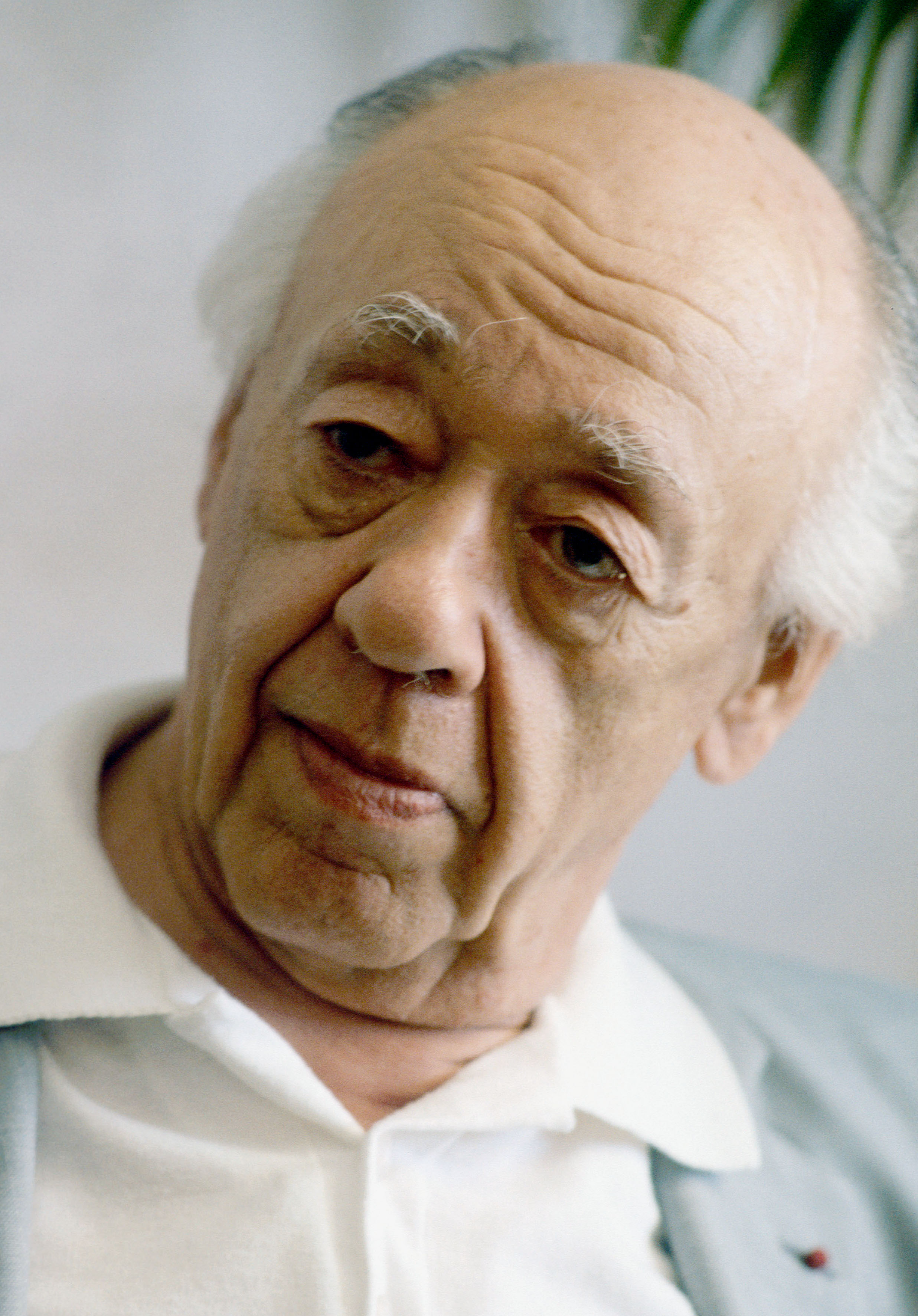
Eugène Ionesco

Eugène Ionesco, dans sa pièce Rhinocéros, montre ce procédé en bafouant les lois de la logique à l'aide de tautologies et syllogismes fumeux mais corrects du point de vue grammatical et « mécanique » ; Jean : « J'ai de la force parce que j'ai de la force. »
Karl Marx, dans Le Capital, Livre I, « Le prix est le nom monétaire du travail réalisé dans la marchandise. L'équivalence de la marchandise et de la somme d'argent, exprimée dans son prix, est donc une tautologie, comme en général l'expression relative de valeur d'une marchandise est toujours l'expression de l'équivalence de deux marchandises. Mais si le prix comme exposant de la grandeur de valeur de la marchandise est l'exposant de son rapport d'échange avec la monnaie, il ne s'ensuit pas inversement que l'exposant de son rapport d'échange avec la monnaie soit nécessairement l'exposant de sa grandeur de valeur. »
En fait, elle peut tout aussi bien servir de mode de manipulation qu'être utilisée au second degré, comme un clin d'œil.

## Exemples de figures tautologiques
Selon Michèle Zacharia, autrice d'un livre sur l'expression écrite, la tautologie est au pléonasme ce que l'amphibologie est à l'ambiguïté.

### Tautologies qui cherchent à appuyer sur un fait
Ce type de tournure est généralement implicite de par la forme de phrase employée, souvent pour en faire un slogan, notamment dans le domaine publicitaire, apportant ainsi un effet comique ou attrayant :
- « La fin n'a jamais été aussi près »[3] (si le temps possède une fin, chaque seconde qui s'écoule nous en rapproche forcément)
- « 100 % des gagnants ont tenté leur chance. »[4] (célèbre slogan publicitaire de la Française des jeux : sauf cas de fraude, chaque participant doit bien acheter un ticket pour participer au tirage).
- « Je n'ai jamais été aussi vieux »[5] (à chaque seconde, tout être vivant, n'ayant qu'une vie, bat son record de longévité)

### Tautologies souvent jugées superfétatoires, qui n’apportent aucune précision supplémentaire
Les tournures qui suivent sont, d'un point de vue lexical, des pléonasmes, c’est-à-dire qu'elle contiennent de la redondance, du trop plein d'information, de l'emphase, de la superfluité, de l'excès ou de la superfétation. Néanmoins, elles sont entrées dans l'usage et ne sont plus alors senties comme des pléonasmes.
- « Monter en haut »
- « Descendre en bas »
- « Tourner sur le côté » (et non pas « se retourner »)
- « C’est mon livre à moi » (par contraste avec « le tien »)
- « Tu le lui diras toi-même » (« en personne »)

### Tautologies involontaires, voire insoupçonnées
Ce sont des tautologies par oubli ou méconnaissance de sens ou d'origine des mots :
- « Au jour d'aujourd'hui » (pour signifier « à ce jour »), « hui » venant du latin : hodie se traduisant par « ce jour », l'expression signifie finalement « au jour du jour de ce jour ». Le terme « aujourd'hui » est déjà tautologique en soi, signifiant « Au jour de ce jour »[7].
- « L'Odyssée d'Ulysse », Odyssée vient du grec Ὀδυσσεύς / odusseús qui signifie « Ulysse ».
- « L'autoroute A4 », le « A » de A4 indiquant déjà qu'il s'agit d'une autoroute.

En fait ces tautologies n'en sont plus réellement, l'étymologie étant oubliée.

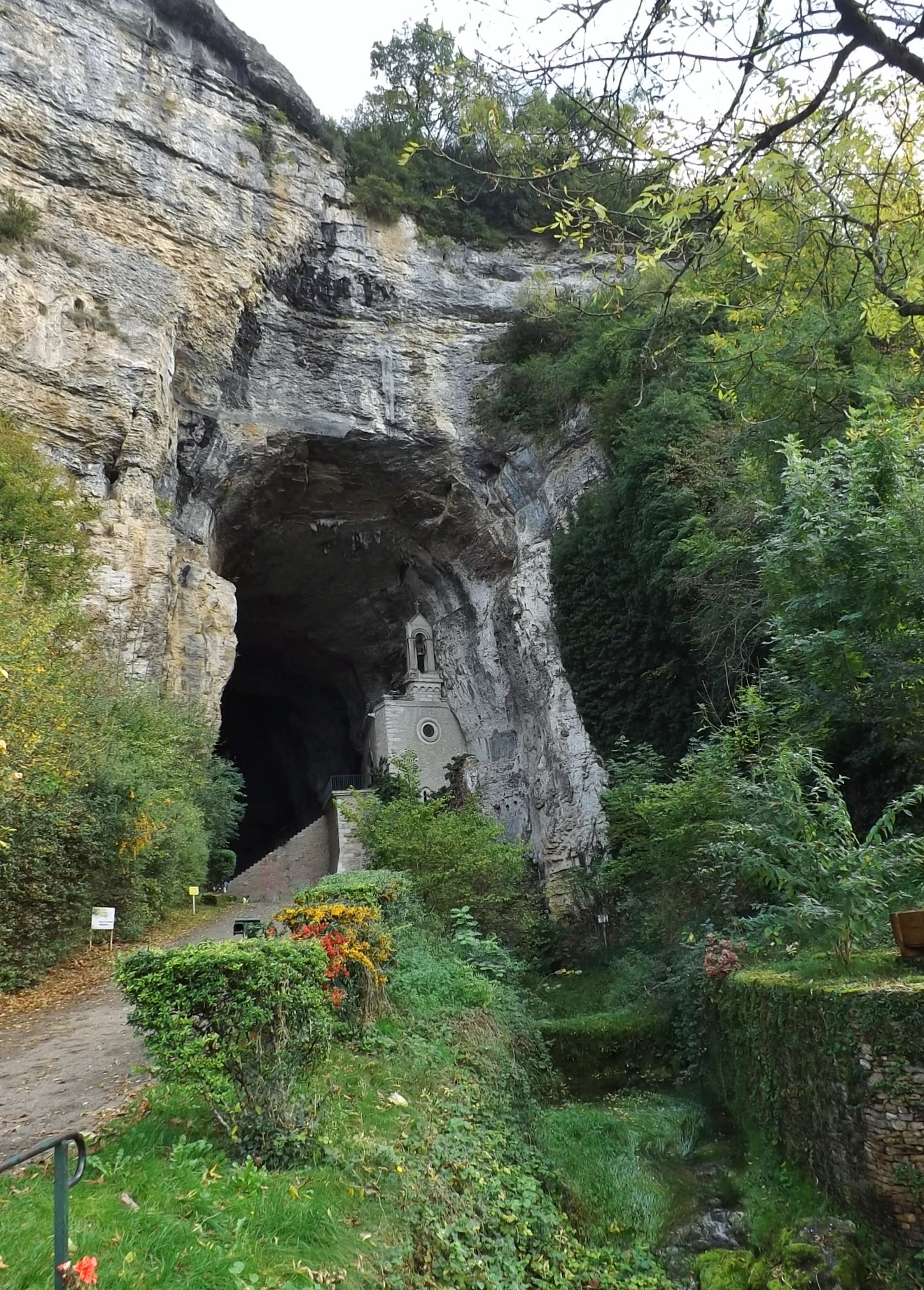
Entrée des grottes de la Balme

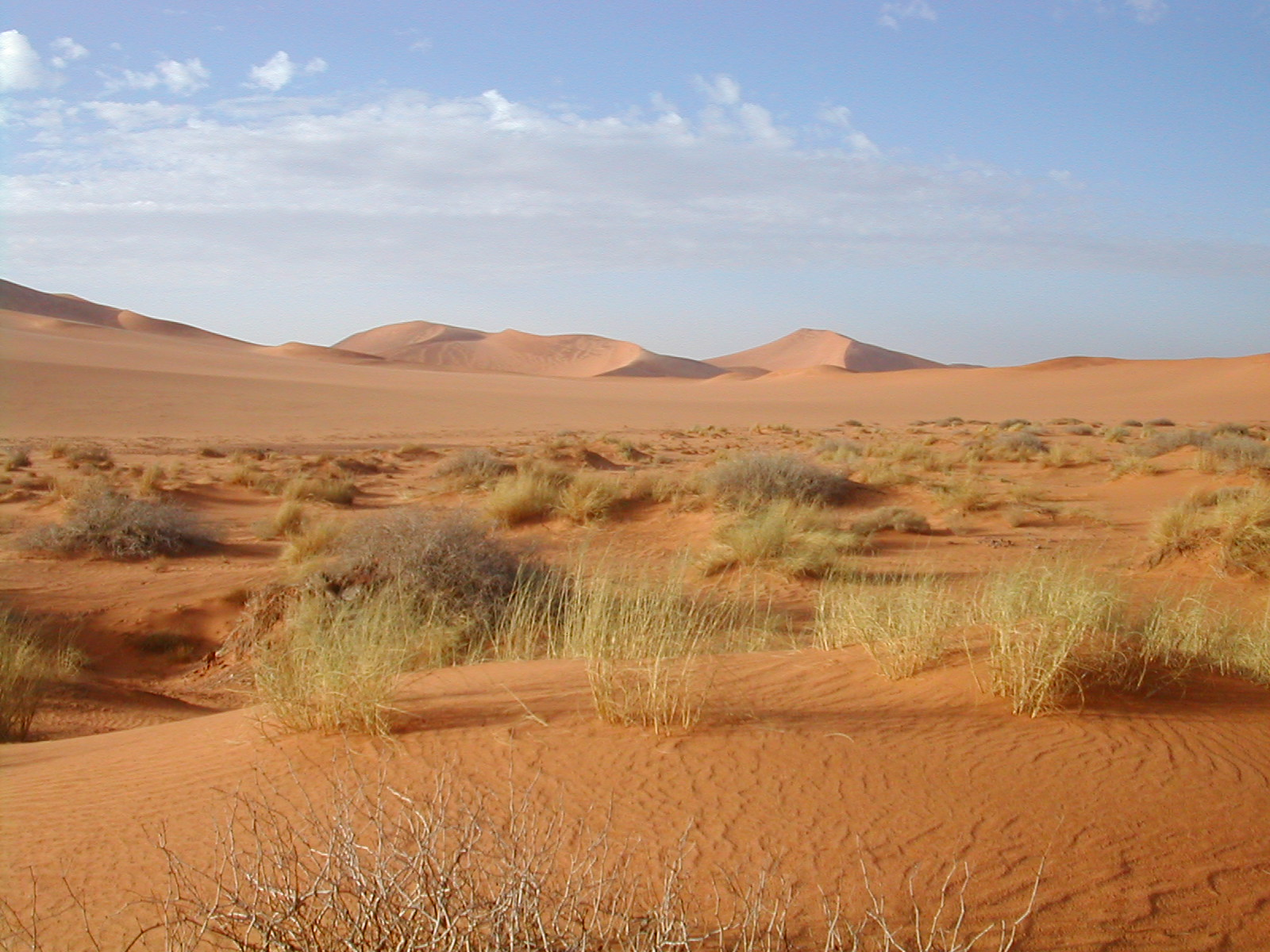
Le désert du Sahara.

Le nom d’un lieu peut avoir un sens dans une langue différente de celle des locuteurs. Une répétition est alors introduite dans la nouvelle désignation. Dans la plupart des cas, c'est moins une tautologie qu'une traduction, qui associe le nom commun de même signification avec le nom propre au sens oublié.
- La Balme-les-Grottes : balme signifie « grotte » en arpitan[8].
- Le mont Fujiyama : yama (kanji : 山) signifie « montagne » en japonais. L'appellation correcte est donc « le Mont Fuji » ou « le Fujisan » (kanji : 富士山) directement[a].
- Le val d'Aran : aran (haran, en basque standard) signifie « vallée »[9] en basque, et val, également « vallée ». Le nom s'est conservé dans la toponymie gasconne.
- Le lac de Grand-Lieu : Lieu dériverait, selon certains étymologistes, d'un mot vieux-celtique équivalant au loc'h breton signifiant « étang côtier, lagune ».
- Le lac Léman : Léman voulant dire « lac »[10].
- le lac Dhal à Srinagar en Inde : le mot ḍal signifie « lac » en cachemiri[11].
- Le désert de Gobi : Gobi signifie en mongol « semi-désert ».
- Le désert du Sahara : صحراء (Sahara') signifie « désert » en arabe[12].
- Le golfe du Morbihan : Mor-bihan signifie en breton « petite mer », soit un golfe.
- Le pont d'Alcántara : القنطرة (al-Qanṭara) signifie « Le pont » en arabe.
- La fête de l'Aïd : عيد (Aïd) signifie « fête » en arabe (Aïd el-Fitr عيد الفطر, signifie « la fête de la rupture du jeûne », et Al Aïd al-Kebir العيد الكبير, « la grande fête »).
- La porte Tian'anmen : 门 / 門, men signifie « porte » en chinois. Tian'anmen signifie donc la porte de la paix céleste.
- L'île de Koh Phi Phi : เกาะ (koh) signifie « île » en thaï.
- Les cols de Cou / Col de Couz : cou étant dérivé du mot « col »[13]
- L'Île-d'Yeu : Yeu est une évolution du mot germanique auwja/augjo signifiant « prairie humide », puis « terre entourée d'eau » et « île ».
- Le palais de l'Alcazar : de l’espagnol alcázar sinifiant forteresse, de l’arabe قصر (al-qaṣr) sinifiant château, lui-même dérivé du latin castra.
- La ville de Médine : de l’arabe المدينة (Al-Madīna), « La Ville ».
- La place Maïdan à Kiev : de l’ukrainien майдан (Maydan), « place ».
- La localité de Glendale en Écosse : du gaélique glen, « vallée », et de l'anglais dale, « vallée ».

### Expressions consacrées courantes ou proverbiales
- « Je l’ai vu de mes propres yeux. »
- « Donner c'est donner, reprendre c'est voler. »
- « C’est la vérité pleine et entière. »
- « C'est la vérité vraie ! »
- « Dura lex, sed lex », c'est-à-dire « La loi est dure, mais c'est la loi ».
- « Quand on voit ce qu'on voit, on a raison de penser ce qu'on pense. »
- « C’est sûr et certain ! »
- « Une promesse est une promesse ! »
- « Un sou est un sou ! »
- « Concurrence pure et parfaite » (structure de marché qui satisfait 5 conditions particulières. L'expression se justifie dans la conception classique en tant que réunion de la concurrence pure de Knight et de la concurrence parfaite d'Arrow)
- « Je me présente face à vous en personne. » (Quoique le sens signifie souvent ici qu’on ne se fait pas représenter par quelqu'un d'autre, ni par le biais d'un support électronique)
- « La raison du plus fort est toujours la meilleure. » (la plus forte sous-entendant que la force prime le droit) ce qui est également une tautologie selon Pascal et Jean-Jacques Rousseau, Du Droit du plus fort[14]

La plupart de ces expressions lexicalisées ne sont pas des tautologies. 

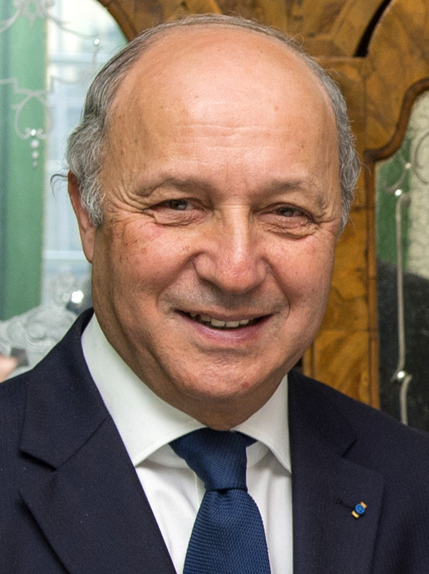
Laurent Fabius

### Tautologies prononcées par des personnalités
- « Lui, c'est lui, et moi c'est moi. » (dixit Laurent Fabius - à propos de François Mitterrand - lors de sa prise de fonction de Premier ministre en 1984)[15].
- « Ce qui est intolérable ne sera pas toléré. La place des délinquants n'est pas dans la rue, elle est en prison. » (Brice Hortefeux, alors ministre de l'Intérieur, vis-à-vis de faits d'insécurité ayant lieu à Grenoble en 2010)[16].
- « Appelez-ça comme vous voulez, une défaite, c'est une défaite. » (Jean-François Copé, répondant au journal télévisé à Laurence Ferrari qui cherche à faire reconnaître à l'homme politique l'échec de l'UMP aux élections sénatoriales de 2011)[17].
- « Si on n’avait pas perdu une heure et quart, on serait là depuis une heure et quart. » (Johnny Hallyday, s'adressant à son équipier lors de l'édition 2002 du Dakar)[18].

### Tautologies dans la littérature
- « Quand je danse, je danse ; quand je dors, je dors. » (Montaigne, Essais)
- « Mais le mal que j'y trouve, c'est que votre père est votre père. » (Molière, L'Avare - Acte IV, scène 1)
- « Les jeunes gens sont jeunes » (Molière, Les Fourberies de Scapin - Acte I, scène 4)

### Tautologie au cinéma
- « L’aventure c’est l’aventure » film de Claude Lelouch de 1972